# Roze koek
Roze koek é um bolo típico dos Países Baixos, que consiste em uma massa clara coberta com uma camada de fondant cor-de-rosa. Ele também é conhecido pelos nomes glacékoek ou fondantcake.

## Características
Os roze koeken são bolos pequenos e macios, feitos de uma massa simples e clara e cobertos com uma camada de glacê cor-de-rosa. É comum que o corante cochonilha (E120) seja usado para alcançar a cor rosa do glacê. No entanto, há receitas que usam suco concentrado de frutas vermelhas, como framboesa, ou beterraba para alcançar a cor.

## Variações

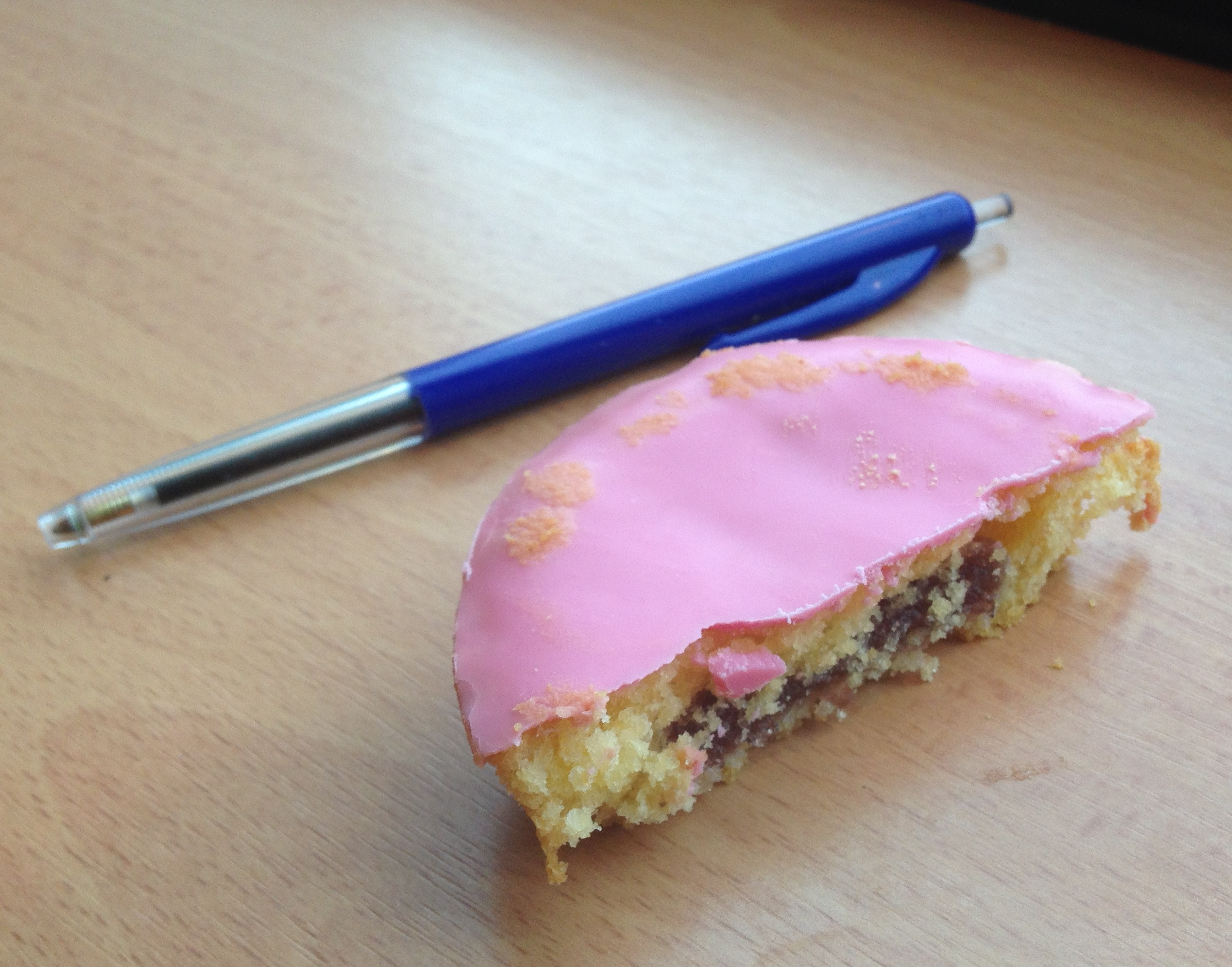
Roze koek com recheio de geleia.

Esse tipo de bolo é extremamente popular nos Países Baixos, e está disponível em diversas variantes. A mais comum é a recheada com pasta de amêndoas; também é comum encontrar versões com recheio de geleia.
A camada de fondant nem sempre é cor-de-rosa. Os oranjekoeken (que não são similares ao oranjekoek frísio) recebem uma cobertura de glacê de cor laranja, e são geralmente preparados e vendidos durante campeonatos importantes de futebol ou na época do Koningsdag. Durante a Páscoa, os bolos costumam ser feitos com glacê amarelo.
Em Amsterdã, os bolos são conhecidos como "moesselientjes". Segundo a tradição, eles devem esse nome ao ditador italiano Benito Mussolini, porque esses bolos eram muito vendidos em sorveterias italianas espalhadas pela cidade.